# Helotium politum
Helotium politum är en svampart som beskrevs av W. Phillips 1887. Helotium politum ingår i släktet Helotium och familjen Helotiaceae.   Inga underarter finns listade i Catalogue of Life.